# IC 2967
IC 2967 је елиптична галаксија у сазвјежђу Велики медвјед која се налази на листи објеката дубоког неба у Индекс каталогу.
Деклинација објекта је + 30° 51' 4" а ректасцензија 11h 50m 55,2s. Привидна величина (магнитуда) објекта IC 2967 износи 13,8 а фотографска магнитуда 14,8. IC 2967 је још познат и под ознакама MCG 5-28-38, CGCG 157-42, PGC 37042.